# 张家声
张家声（1935年7月27日—2021年10月4日），男，回族，河北沧州人，中国配音演员，中国国家话剧院一级演员。

## 生平
张家声1950年8月考入北京国立回民学院，毕业后在河北省大厂回族自治县的一家中学教书。1956年9月，中华人民共和国国务院号召国家在职干部报考大学，张家声经过动员后报考并被中央戏剧学院录取，1960年毕业，被分配到中央实验话剧院工作。
张家声从艺后，主要从事小说与诗词的朗诵播音、电视片解说、话剧表演及导演，参与创作的作品有一百多部。其音色被认为“圆润饱满、高亢明亮、磁性动人”，并“将台词、解说词演绎的韵律十足”，受到观众的喜爱。

## 奖项和荣誉
张家声于1991年被中国广播电视学会评选为"全国听众喜爱的演播艺术家"，并于1999年获得“全国长篇小说演播一等奖”。

## 代表作

### 解说和朗诵
| 年份   | 作品                 |
| ------ | -------------------- |
| 1978年 | 《长江三日》         |
| 1981年 | 《钢铁是怎样炼成的》 |
| 1984年 | 《故土》             |
| 1986年 | 《超越自我》         |
| 1988年 | 《河殇》             |
| 1990年 | 《圆明沧桑》         |
| 1991年 | 《中国金融黑洞》     |
| 1991年 | 《大決戰》           |
| 1993年 | 《人民万岁》         |
| 1998年 | 《梦中的哈纳斯》     |
| 1999年 | 《抉择》             |
| 2004年 | 《再别康桥》         |
| 2007年 | 《先生鲁迅》         |
| 2008年 | 《生命颂》           |

### 导演
| 年份   | 作品       |
| ------ | ---------- |
| 1977年 | 《刘胡兰》 |

## 轶事
1981年由其诵播的苏联小说《钢铁是怎样炼成的》在中央人民广播电台播出后，张家声接到了来自全国各地1000多名听众的来信，其中有23封来自轻生者，表示在听了张家声对小说的演绎之后，“感觉很羞愧，应该向保尔·柯察金学习”，并“对生活重新充满了信心”。